# 虛骨龍科
虛骨龍科（Coeluridae）是群小型、肉食性恐龍，生存於晚侏儸紀。該分類在過去是個複系群分類。許多年來，任何沒有分類的小型侏儸紀與白堊紀獸腳亞目恐龍，都被分類於虛骨龍科，使得虛骨龍科有許多彼此沒有關係的屬。過去曾被錯誤分類於虛骨龍科的恐龍包括：傷齒龍科的細爪龍、西北阿根廷龍科的福左輕鱷龍、偷蛋龍科的小獵龍。原始的虛骨龍類恐龍，例如：嗜鳥龍、原角鼻龍、以及棒爪龍，過去曾被分類於虛骨龍科，但沒有證據顯示牠們與虛骨龍、以及其他虛骨龍類的科，共同形成一個演化支。
在2003年，奧利佛·勞赫（Oliver Rauhut）將虛骨龍科重新定義為：包含虛骨龍（晚侏儸紀北美洲）、美頜龍（晚侏儸紀歐洲）、中華龍鳥（早白堊紀亞洲）、以及類似美頜龍的小坐骨龍（早白堊紀南美洲）。勞赫認為虛骨龍科是個單系群，是個基礎虛骨龍類演化支；特徵是脊椎的某些方面有逆轉演化現象，類似原始的獸腳亞目。但他與其他科學家還無法驗證的個分類法。在2007年，菲力·森特（Phil Senter）的長臂獵龍研究中，森特提出虛骨龍與長臂獵龍，是原始暴龍超科動物的近親。